# Żabiny (gmina)
Żabiny – dawna gmina wiejska istniejąca w latach 1934–1954 w woj. pomorskim/warszawskim/olsztyńskim (dzisiejsze woj. warmińsko-mazurskie). Przed wojną siedzibą władz gminy były Żabiny, a po wojnie Koszelewy.
Gmina zbiorowa Żabiny została utworzona w ramach reformy na podstawie ustawy scaleniowej 1 sierpnia 1934 roku w powiecie działdowskim w woj. pomorskim z dotychczasowych jednostkowych gmin wiejskich: Gralewo, Koszelewy, Murawki, Nowawieś, Prusy, Tuczki, Wądzyn i Żabiny (oraz z obszarów dworskich położonych na tych terenach lecz nie wchodzących w skład gmin). 1 kwietnia 1938 gmina Żabiny wraz z całym powiatem działdowskim została przyłączona do woj. warszawskiego.
Po wojnie gmina zachowała przynależność administracyjną. 6 lipca 1950 roku gmina Żabiny wraz z powiatem działdowskim jeszcze raz zmieniła województwo, tym razem przyłączono ją do woj. olsztyńskiego. Według stanu z dnia 1 lipca 1952 roku gmina składała się z 10 gromad: Gralewo, Koszelewki, Koszelewy, Murawki, Myślęta, Nowawieś, Prusy, Tuczki, Wądzyn i Żabiny. Gmina została zniesiona 29 września 1954 roku wraz z reformą wprowadzającą gromady w miejsce gmin. Jednostki nie przywrócono 1 stycznia 1973 roku po reaktywowaniu gmin.